# Bertrand d'Argentré
Bertrand d'Argentré (Vitré, 1519 – Cesson, 1590) è stato un giurista francese.

Commentarii in patrias Britonum leges, 1621(Fondazione Mansutti, Milano).

Da giovane studiò il diritto e la storia francese, lavorando come giureconsulto. Noto per un'ingente biblioteca di sua proprietà, è ritenuto tra i fondatori della Nouvelle coûtume de Bretagne e un sostenitore della superiorità del diritto feudale e provinciale del Medioevo sul diritto francese e romano. La sua posizione antistorica si contrapponeva ai contemporanei che facevano riferimento al diritto naturale, contrario al feudalesimo.
Le sue opere principali sono il Commentaires sur les quatre premiers titres de l'ancienne costume (1568) e il Commentaire sur le titre des donations de l'ancienne costume (1584). Nel Coustumes générales du Pays et duché de Bretagne raccoglie il diritto consuetudinario del Ducato di Bretagna. L'opera venne pubblicata postuma dal figlio Charles nel 1605 dalla tipografia di Nicola Buon. Una copia dell'opera è conservata alla Fondazione Mansutti di Milano.